# Willy Brokamp
Willy Brokamp (Kerkrade, 26 febbraio 1946) è un ex calciatore olandese, di ruolo attaccante.

## Carriera
Fu capocannoniere del campionato olandese nel 1973 assieme a Cas Janssens.